# Зу'ль-Факар-бей
Зу'ль-Факар-бей (*д/н — 1730) — 4-й голова мамлюцького бейлікату в Єгипетському еялеті Османської імперії в 1726—1730 роках, шейх аль-балад (голова держави).

## Життєпис
Походження достеменно невідомо. Був мамлюком у клану (бейті) аль-Факарія. Згодом став табі Осмар-аги та отримав титлу бея. 1711 року брав участь у боротьбі проти клану аль-Касимія. Під час однієї з сутичок вбив голову ворожого клану Івад-бея.
1719 року спільно з Мухаммад Черкес-беєм влаштував змову проти Ісмаїл-бея, але той врятувався. Втім вже у 1724 році за таємної підтримки бейлербея Нішаджи Мехмед-паші спільно з Мухаммад Черкес-беєм убив Ісмаїл-бея. За цим знищив брата останнього й найвідданіших мамлюків.
Проте виявилося, що владу отримав Мухаммад Черкес-бей, з яким Зу'ль-Факар-бей, що став санджакбей і кашифом санджаку Мануфія, почав боротьбу. 10 січня (за іншими відомостями 9 лютого) 1726 року спільно з Осман-беєм з клану аль-Каздаглія влаштував заколот, внаслідок якого Мухаммад Черкес-бея було повалено. Той втік з Єгипту. За цим Зу'ль-Факар-бей наказав вбити каймакама і амир аль-хаджа Мухаммад-бея, одного з лідерів клану аль-Касимійя. Отримав посаду шейха аль-балади. Повалив бейлербея муралі Алі-пашу, домігшись повернення Нішаджи Мехмед-паші.
У 1727 році Мухаммад Черкес-бей повернувся й захопив Верхній Єгипет (ас-Саїд). До 1730 року Зу'ль-Факар-бею не вдавалося перемогти супротивника. Йому допоміг новий бейлербей Абдулла-паша Кепрюлю. Але невдовзі Зу'ль-Факр-бея вбили члени клану аль-Касимійя. Владу в Єгипті захопили Осман-бей аль-Каздаглі і Мухаммад-бей Катамиш з клану аль-Факарія.